# Висоцький Павло Миколайович
Павло́ Микола́йович Висо́цький (нар. 11 вересня 1981 — пом. 9 липня 2014) — сержант 72-ї окремої механізованої бригади Збройних сил України, учасник російсько-української війни на сході України.

## Життєпис
Народився 11 вересня 1981 року в селі Рибинськ Корюківського району Чернігівської області. У 1997 році закінчив 9 класів загальноосвітньої школи села Рибинськ. Працював різноробом на Рибинському деревообробному заводі.
Проходив строкову військову службу в лавах Збройних Сил України.
Після армії поїхав у Київ. Мешкав у Святошинському районі столиці. Працював обробником скла на Київському скляному заводі.
29 березня 2014 року мобілізований. Заступник командира бойової машини — навідник-оператор 9-ї механізованої роти 3-го механізованого батальйону 72-ї окремої механізованої бригади.
З травня 2014 року брав участь в антитерористичній операції на сході України.
9 липня 2014 року близько 21:30 сержант Висоцький загинув у бойовій машині піхоти (БМП-2) внаслідок спрацювання вибухового пристрою, встановленого на дорозі на маршруті руху колони військової техніки (6 кілометрів південніше села Дмитрівка Шахтарського району Донецької області). Разом з ним також загинув молодший сержант Олег Мосійчук, 29 липня у шпиталі помер поранений солдат Віталій Підлубний.
13 липня 2014 року похований на Міському кладовищі «Берковець» у Києві. Залишилися дружина та двоє дітей.

## Нагороди та вшанування
- Указом Президента України № 747/2014 від 29 вересня 2014 року, «за особисту мужність і героїзм, виявлені у захисті державного суверенітету та територіальної цілісності України», нагороджений орденом «За мужність» III ступеня (посмертно)[1].
- 2 березня 2016 року в селі Рибинськ відкрито меморіальну дошку.